# Ках (река)
Ках (кильд. саам. Ках — восемь) — река в России, протекает по Мурманской области. Река сообщает Кахозеро с Колозером. Площадь водосборного бассейна 129 км².

## Данные водного реестра
По данным государственного водного реестра России относится к Баренцево-Беломорскому бассейновому округу, водохозяйственный участок реки — Кола, включая озеро Колозеро. Речной бассейн реки — бассейны рек Кольского полуострова, впадает в Баренцево море.
Код объекта в государственном водном реестре — 02010000512101000002948.